# Epsilon Lyrae
Epsilon Lyrae (ε Lyr) – gwiazda wielokrotna znajdująca się w gwiazdozbiorze Lutni w odległości ok. 161 lat świetlnych od Słońca.

## Nazwa
Gwiazda nie ma tradycyjnej nazwy własnej. Ze względu jednak na to, że oglądana przez teleskop optyczny okazuje się składać z dwóch par bardzo podobnych gwiazd, znana jest pod angielską nazwą Double Double („podwójnie podwójna”).

## Charakterystyka obserwacyjna
Przez lornetkę lub nawet gołym okiem, przy dobrych warunkach obserwacji, można zauważyć podwójność gwiazdy Epsilon Lyrae. Zachodni składnik to ε¹ Lyr, a wschodni to ε² Lyr, dzieli je odległość 209,5 sekundy kątowej (pomiar z 2016 roku). Oba te składniki także okazują się być gwiazdami podwójnymi, co odkrył w 1779 roku Christian Mayer, choć odkrycie zwykle przypisywane jest Williamowi Herschelowi.
Parę ε¹ Lyr tworzą składniki A i B, odległe o 2,20″, zaś para ε² Lyr dzieli się na składniki C i D, oddalone na niebie o 2,40″ (pomiary z 2018 r.). Układ ma także wiele optycznych towarzyszek.

## Charakterystyka fizyczna
Dwie pary tworzące ten układ są odległe o co najmniej 10 tysięcy jednostek astronomicznych i obiegają wspólny środek masy w czasie co najmniej 400 tysięcy lat.

### Epsilon-1 Lyrae
Układ Epsilon-1 Lyrae tworzy biała gwiazda ciągu głównego, należąca do typu widmowego A3 i żółto-biały karzeł reprezentujący typ widmowy F0. Gwiazdy te obiegają wspólny środek masy w czasie około 1800 lat, dzieli je średnio 235 au, ale ze względu na mimośród orbit zbliżają się na 73 i oddalają na 400 au.

### Epsilon-2 Lyrae
Układ Epsilon-2 Lyrae tworzą białe gwiazdy ciągu głównego, należące do typu widmowego A6 i A7. Gwiazdy te obiegają wspólny środek masy w 724 lata, dzieli je średnio 145 au; zbliżają się na 95 i oddalają na 195 au. Ponadto jaśniejszy składnik ma towarzyszkę zidentyfikowaną dzięki interferometrii plamkowej, która jest odległa o 0,1″ od jaśniejszej gwiazdy (pomiar z 2005 roku). Najprawdopodobniej jest ona piątym składnikiem tego systemu.